# František Gomola
František Gomola (* 24. dubna 1954) je bývalý slovenský fotbalista.

## Fotbalová kariéra
V československé lize hrál za Spartak Trnava. Nastoupil ve 2 ligových utkáních. Gól v lize nedal. Do Trnavy přišel z ZVL Bytča, kam se po roce zase vrátil.

## Ligová bilance
| Ročník                                   | Zápasy | Góly | Klub           |
| ---------------------------------------- | ------ | ---- | -------------- |
| 1. československá fotbalová liga 1978/79 | 2      | 0    | Spartak Trnava |
| CELKEM 1. liga                           | 2      | 0    |                |